# آب‌انبار پیر بابا شرف‌الدین
آب‌انبار پیر بابا شرف الدین مربوط به دوره پهلوی است و در تفت، خیابان امام خمینی (ره)، روبروی بیمارستان شهید بهشتی واقع شده و این اثر در تاریخ ۹ اردیبهشت ۱۳۸۲ با شمارهٔ ثبت ۸۵۶۷ به‌عنوان یکی از آثار ملی ایران به ثبت رسیده است.